# مالایا بلایا
مالایا بلایا (انگلیسی: Malaya Belaya) یک رودخانه در استان مورمانسک کشور روسیه است.